# Scotoecus pallidus
Scotoecus pallidus es una especie de murciélago de la familia Vespertilionidae.

## Distribución geográfica
Se encuentra en Bangladés, India y Pakistán.

## Hábitat
Su hábitat natural son: Bosques subtropicales o tropicales áridos, matorrales secos, jardines rurales, y áreas urbanas.

## Estado de conservación
Se encuentra amenazada de extinción por la pérdida de su hábitat natural.